# Rockcreek
Rockcreek az Amerikai Egyesült Államok északnyugati részén, Oregon állam Washington megyéjében, a 26-os úttól északra elhelyezkedő statisztikai- és önkormányzat nélküli település. A 2010. évi népszámláláskor 9316 lakosa volt. Területe 5,2 km², melynek 100%-a szárazföld.
Nevét Rock Creek kerületről kapta.

## Földrajz
A Népszámlálási Hivatal adatai alapján területe 5,2 km², melynek 100%-a szárazföld. Délen és nyugaton Hillsboro határos vele; a két települést délen a Sunset Highway, nyugaton pedig a Cornelius Pass Road határolja.

## Népesség

### 2010
A 2010-es népszámláláskor  9316 lakója, 3674 háztartása és 2584 családja volt. A népsűrűség 1791,5 fő/km2. A lakóegységek száma 3841, sűrűségük 738,7 db/km2. A lakosok 81,5%-a fehér, 1,4%-a afroamerikai, 0,6%-a indián, 8,4%-a ázsiai, 0,4%-a a Csendes-óceáni szigetekről származik, 3,1%-a egyéb, 4,6%-a pedig kettő vagy több etnikumú. A spanyol vagy latino származásúak aránya 7,3% (5,2% mexikói, 0,2% Puerto Ricó-i, 0,1% kubai, 1,8% egyéb spanyol vagy latino származású.)
A háztartások 32,1%-ában élt 18 évnél fiatalabb. 57,1% házas, 9,5% egyedülálló nő, 3,7% egyedülálló férfi, 29,7% pedig nem család. 24% egyedül élt; 5,6%-uk 65 éves vagy idősebb. Egy háztartásban átlagosan 2,53 személy élt; a családok átlagmérete 3,02 fő.
A medián életkor 38,9 év volt. Lakóinak 24,4%-a 18 évesnél fiatalabb, 5,5% 18 és 24 év közötti, 26,6%-uk 25 és 44 év közötti, 32,6%-uk 45 és 64 év közötti, 10,9%-uk pedig 65 éves vagy idősebb. A lakosok 49,4%-a férfi, 50,6%-a pedig nő.

### 2000
A 2000-es népszámláláskor   9404 lakója, 3501 háztartása és 2559 családja volt. A népsűrűség 1808,5 fő/km2. A lakóegységek száma 3609, sűrűségük 694 db/km2. A lakosok 85,7%-a fehér, 0,8%-a afroamerikai, 0,5%-a indián, 7,5%-a ázsiai, 0,3%-a a Csendes-óceáni szigetekről származik, 2,2%-a egyéb-, 3%-a pedig kettő vagy több etnikumú. A spanyol vagy latino származásúak aránya 4,6% (2,9% mexikói, 0,2% Puerto Ricó-i, 0,1% kubai, 1,4% pedig egyéb spanyol/latino származású.)
A háztartások 39,6%-ában élt 18 évnél fiatalabb. 62,3% házas, 7,8% egyedülálló nő; 26,9% pedig nem család. 41,6% egyedül élt; 12,8%-uk 65 éves vagy idősebb. Egy háztartásban átlagosan 2,69 személy élt; a családok átlagmérete 3,15 fő.
Lakóinak 28,6%-a 18 évesnél fiatalabb, 4,9% 18 és 24 év közötti, 31,5%-uk 25 és 44 év közötti, 28,3%-uk 45 és 64 év közötti, 6,7%-uk pedig 65 éves vagy idősebb. A medián életkor 35,4 év volt. Minden 100 nőre 102,4 férfi jut; a 18 évnél idősebb nőknél ez az arány 181,7.
A háztartások medián bevétele 63 958 amerikai dollár, ez az érték családoknál $71 377. A férfiak medián keresete $51 257, míg a nőké $34 591. Az egy főre jutó bevétel (PCI) $30 102. A családok 4,2%-a, a teljes népesség 6,5%-a élt létminimum alatt; a 18 év alattiaknál ez a szám 9,3%, a 65 évnél idősebbeknél pedig 2%.

## Városvezetés
Rockcreek önkormányzat nélküli település, a közszolgáltatásokat a megye biztosítja. Diákjai a hillsborói és beavertoni kerületek iskoláiban tanulnak. A tűzvédelemért a Tualatin Valley Fire & Rescue, a Hillsboro Fire & Rescue, és a Washington County Fire felel; a rendfenntartásról a megyei seriff gondoskodik; parkjait pedig a Tualatin Hills Park & Recreation District tartja fenn. Ezen kívül a település a portlandi agglomeráció vonzáskörzetébe tartozik.

## Fordítás
Ez a szócikk részben vagy egészben  a   Rockcreek, Oregon című angol Wikipédia-szócikk ezen változatának fordításán alapul.  Az eredeti cikk szerkesztőit annak laptörténete sorolja fel. Ez a jelzés csupán a megfogalmazás eredetét és a szerzői jogokat jelzi, nem szolgál a cikkben szereplő információk forrásmegjelöléseként.